# Protocole de Copenhague
Le protocole de Copenhague est un amendement au protocole de Montréal.
Lors d'une réunion le 25 novembre 1992, l'arrêt total de production et consommation de chlorofluorocarbures (CFC), tétrachlorure de carbone et méthylchloroforme a été avancé à 1996. L'arrêt des halons a été avancé à 1994.
D'autres substances sont ajoutées à la liste des produits réglementés :
- production et la consommation des hydrobromofluorocarbures (HBFC) (suppression en 1996) ;
- production et la consommation de bromure de méthyle (gel aux quantités de 1991) ;
- consommation des hydrochlorofluorocarbures (HCFC).

L'année 1996 est prise comme référence pour la consommation des HCFC dont la réduction programmée s'étale jusqu'en 2030.